# Lokale Nahverkehrsgesellschaft Fulda

Logo LNG Fulda

Die Lokale Nahverkehrsgesellschaft Fulda mbH (LNG Fulda) ist eine 100%ige Tochtergesellschaft des Landkreises Fulda und 22 weiterer kreisangehöriger Städten und Gemeinden der Region.
Sie ist für die Ausgestaltung, Bestellung, Abrechnung und Finanzierung des öffentlichen Personennahverkehrs in der Region Fulda zuständig.

## Mitarbeiter der LNG Fulda
- Vertretungsberechtigter Geschäftsführer: Dipl.-Ing. Daniel Vollmann
- Aufsichtsratsvorsitzender: Landrat Bernd Woide
- 2 weitere Mitarbeiter

## Busunternehmen im Bereich der LNG Fulda
Da die LNG Fulda als Aufgabenträger nur vier Mitarbeiter hat und keine eigenen Busse besitzt werden folgende Busunternehmen für die Busverkehre beauftragt:
- KOB GmbH, Oberthulba
- Omnibusverkehr Franken GmbH (OVF)
- Reiseservice Frieda Gass
- RhönEnergie Fulda
- Verkehrsgesellschaft Oberhessen mbH
- Verkehrsunternehmen Wartburgmobil mbH

## Weblink
- Webseite der LNG Fulda